# شيرو ميوا
شيرو ميوا (三輪士郎 ميوا شيرو) هو مانغاكا ياباني ولد في 9 نوفمبر 1978 في توياما، توياما.

## أعماله

### سلسلات مانغا
- بلاك مايند
- دوغز
- دوغز/بوليتس آند كارنيج
- روبي

### تصاميم شخصيات
- لعبة الجوكر
- كيزناييفر
- سفنث دراغون 2020
- سفنث دراغون 2020-II
- سفنث دراغون III كود:VFD

## وصلات خارجية
- شيرو ميوا على موقع IMDb (الإنجليزية)
- شيرو ميوا على موقع ميوزك برينز (الإنجليزية)
- شيرو ميوا على موقع كينوبويسك (الروسية)
- شيرو ميوا على موقع ANN person (الإنجليزية)